# ロックウッド (フリゲート)
| USS Lockwood (FF-1064) |                                                                |
| 艦歴                   |                                                                |
| 発注                   | 1964年7月22日                                                  |
| 起工                   | 1967年11月3日                                                  |
| 進水                   | 1968年9月5日                                                   |
| 就役                   | 1970年12月5日                                                  |
| 退役                   | 1993年9月30日                                                  |
| 除籍                   | 1993年9月30日                                                  |
| その後                 | 2000年8月4日に廃棄                                             |
| 性能諸元               |                                                                |
| 排水量                 | 基準: 3,068t                                                   |
| 排水量                 | 満載: 4,130t                                                   |
| 全長                   | 133.5 m (438 ft)                                               |
| 全幅                   | 14.33 m (47 ft)                                                |
| 吃水                   | 7.62 m (24.75 ft)                                              |
| 機関                   | 水管ボイラー (84.4at, 538℃)×2缶                                |
| 機関                   | 蒸気タービン (35,000hp)×1基                                    |
| 機関                   | スクリュープロペラ×1軸                                         |
| 速力                   | 最大: 27ノット以上                                             |
| 航続距離               | 4,500海里 (20ノット巡航時)                                     |
| 乗員                   | 士官16名、曹士211名                                            |
| 兵装                   | Mk.42 5インチ単装速射砲×1基                                    |
| 兵装                   | シースパローBPDMS 8連装発射機×1基 ※後日装備                    |
| 兵装                   | Mk.16 8連装ミサイル発射機×1基 (アスロックSUM, ハープーンSSM用) |
| 兵装                   | Mk.32 mod.9 連装短魚雷発射管×2基                               |
| 艦載機                 | QH-50 DASH×2機 ※SH-2 LAMPSヘリコプター×1機に 後日換装          |
| FCS                    | Mk.68 砲射撃指揮用                                             |
| FCS                    | Mk.115 BPDMS射撃指揮用 ※後日装備                               |
| FCS                    | Mk.114 水中攻撃指揮用                                          |
| センサ                 | AN/SPS-40 対空捜索レーダー                                     |
| センサ                 | AN/SPS-10 対水上捜索レーダー ※AN/SPS-67に後日換装              |
| センサ                 | AN/SQS-26CX 艦首装備ソナー                                     |
| センサ                 | AN/SQS-35 可変深度ソナー ※AN/SQR-18戦術曳航ソナーに後日換装    |
| 電子戦                 | AN/WLR-1C電波探知装置 ※AN/SLQ-32に後日換装                     |
| 電子戦                 | AN/ULQ-6C電波妨害装置 ※AN/SLQ-32への換装と同時に撤去           |
| 電子戦                 | Mk.137 6連装デコイ発射機×2基 ※後日装備                         |
| モットー               | Secure Against the Waves                                       |

ロックウッド (英語: USS Lockwood, FF-1064) は、アメリカ海軍のフリゲート。ノックス級フリゲートの13番艦。艦名はチャールズ・A・ロックウッド海軍中将に因む。就役時は護衛駆逐艦に分類された。

## 艦歴
ロックウッドはワシントン州シアトルのトッド・パシフィック造船所で1967年11月3日に起工する。1968年9月5日に進水し、1970年12月5日に就役した。
1993年9月30日に退役、同日除籍され、1999年9月29日に370万ドルでカリフォルニア州サンフランシスコの船舶解体再利用合弁企業に売却、2000年8月4日に牽引され、その後廃棄された。